# Pocé-les-Bois
Pocé-les-Bois település Franciaországban, Ille-et-Vilaine megyében. Lakosainak száma 1317 fő (2022. január 1.). Pocé-les-Bois Champeaux, Étrelles, Montreuil-sous-Pérouse, Saint-Aubin-des-Landes, Saint-Jean-sur-Vilaine és Vitré községekkel határos.

## Népesség
A település népességének változása:
| Lakosok száma | 478  | 641  | 731  | 1028 | 1247 | 1273 | 1293 | 1319 | 1324 | 1317 |
|               | 1968 | 1982 | 1990 | 2006 | 2013 | 2015 | 2017 | 2019 | 2020 | 2022 |